# 208 î.Hr.

## Decese
- dată necunoscută: Chrysippus Filozof din Grecia Antica (n. 281 î.Hr.)